# Štorklje
Štorklje (znanstveno ime Ciconiidae) so veliki, dolgonogi, dolgovrati ptiči z dolgimi krepkimi kljuni. Družino štorkelj so nekdaj uvrščali skupaj s čapljami, ibisi in drugimi v red močvirnikov, kasneje pa se je izkazalo, da niso bližnje sorodne nobeni od teh družin, zato so bile povzdignjene v samostojen red Ciconiiformes.
Pojavljajo se na večini toplejših območij sveta in živijo v bolj suhem okolju kot sorodne čaplje, žličarke in ibisi. Štorklje nimajo sirinksa in so zato neme. Sporazumevajo se tako, da klopotajo s kljuni. Številne vrste so selivske. Štorklje se večinoma prehranjujejo z žabami, ribami, žuželkami, deževniki in drobnimi pticami ali sesalci. Obstaja 19 vrst štorkelj, ki jih razvrščamo v šest rodov.
Štorklje prebivajo v mnogih regijah in živijo v bolj suhih habitatih. Uporabljajo poseben način komunikacije v gnezdu. Večina štorklje jé žabe, ribe, žuželke, deževnike, male ptice in majhne sesalce. V šestih rodovih je 19 vrst štorkelj.
Štorklje so jadralci. To pomeni, da si pri letenju pomagajo s toplotnimi zračnimi tokovi in tako prihranijo veliko energije. Znamenite fotografije štorkelj, ki jih je leta 1884 posnel Ottomar Anschütz, so navdihnile poskusni model jadralne naprave, ki jo je v poznem 19. stoletju skonstruiral Otto Lilienthal.
Gnezda štorkelj so pogosto zelo velika in jih uporabljajo mnogo let. Nekatera so v premer zrasla prek 2 metra, v globino pa okrog 2 metra. Nekdaj so menili, da so štorklje monogamne, vendar pa to drži le do neke mere. Partnerja lahko po selitvi zamenjajo in se selijo brez njega. Na svoje gnezdo so navezane prav toliko kot na partnerja.
Zaradi svoje velikosti, serijske monogamije in zvestobe gnezdu, ki so si ga izbrale, je mitološki in kulturni pomen štorkelj zelo velik.

## Morfologija
Štorklje so velike do zelo velike vodne ptice. Različne vrste lahko zrastejo do različnih velikosti in lahko tehtajo različno. Po obliki so zelo podobne čapljam, predvsem po dolgih nogah in vratih, vendar so težje. Pri štorkljah je prisotna nekakšna razlika med spoloma, in sicer po velikosti saj so samci do 15 % večji od samic pri nekaterih vrstah (npr. afriške sedlarice), vendar nasploh ni večjih razlik. Edina razlika je v barvi šarenice dveh rodov štorkelj Ephippiorhynchus.

## Vrste
- Družina Ciconiidae
  - Rod Mycteria (nesiti)
    - Mycteria cinerea (mlečni nesit)
    - Mycteria ibis (afriški nesit)
    - Mycteria leucocephala (poslikan nesit)
    - Mycteria americana (gozdni nesit)

  - Rod Anastomus
    - Anastomus oscitans (azijski odprtokljun)
    - Anastomus lamelligerus (odprtokljuna štorklja)

  - Rod Ciconia
    - Ciconia abdimii
    - Ciconia episcopus
    - Ciconia stormi
    - Ciconia maguari
    - Ciconia boyciana
    - Ciconia ciconia (bela štorklja)
    - Ciconia nigra (črna štorklja)

  - Rod Ephippiorhynchus
    - Ephippiorhynchus asiaticus (Črnovrata štoklja)
    - Ephippiorhynchus senegalensis (afriška sedlarica)

  - Rod Jabiru
    - Jabiru mycteria

  - Rod Leptoptilos
    - Leptoptilos javanicus (mali marabu)
    - Leptoptilos dubius
    - Leptoptilos crumeniferus (afriški marabu)

## Simbolična vloga štorkelj
Bela štorklja je simbol Haaga na Nizozemskem, neuradni simbol Poljske, kjer gnezdi približno četrtina parov štorkelj v Evropi. Je tudi neuraden simbol Prekmurja v Sloveniji.
V zahodni kulturi je bela štorklja simbol rojstva. V viktorijanskem času je bilo razlagati o razmnoževanju pri ljudeh kočljiva tema. Zato so starši otrokom na vprašanja, od kod so se vzeli, odgovarjali, da jih je prinesla štorklja. Navada izhaja iz nekdaj razširjenega prepričanja, da so štorklje prinašalke sreče in blaginje.
Slika štorklje, kako nosi otroka, se v popularni kulturi pogosto pojavi. Drobne rožnate ali rdečkaste madeže, ki so zaradi razvoja žil pogosto prisotni na novorojenčkovih vekah, med očmi, na zgornjem delu lica in na vratni gubi, še vedno občasno imenujejo štorklji ugrizi.